# Bohayella temporalis
Bohayella temporalis är en stekelart som först beskrevs av Fischer 1958.  Bohayella temporalis ingår i släktet Bohayella och familjen bracksteklar. Inga underarter finns listade.